# Mitsuyubi
"Mitsuyubi" (蜜指〜ミツユビ〜) é um single da banda de rock japonesa Sid, lançado em 26 de setembro de 2007 pela Danger Crue. A canção foi usada como tema do programa de varidades da Nippon TV Megami no Hatena e incluída no álbum Sentimental Macchiato. Em 2015, entrou para o álbum de compilação Sid All Singles Best.
"Mitsuyubi" foi o terceiro single do Sid lançado em 2007, após "Smile" e "Natsukoi", e foi prosseguido por "Namida no Ondo" no mesmo ano. Foi lançado em três edições. A regular contou com o CD com a faixa título e o lado B Chiisana Shiawase (小さな幸せ), além de um livreto de fotos. Já as limitadas, além do CD, acompanharam um DVD gravado em um show da turnê Re:play e um vídeo bônus. O vídeo bônus difere entre a versão A e B.

## Recepção e estilo musical
Sarah do portal Jame World descreveu a música tendo um tom de "jazz otimista", enquanto o solo de guitarra seria uma mudança de estilo para o rock'n'roll que "não parece deslocado". Em relação aos outros instrumentos, ele citou as fortes linhas de baixo e elogiou a bateria. O website CD Journal citou que o arranjo possui a qualidade de uma banda não independente.
Sobre Chiisana Shiawase (小さな幸せ), CD Journal o descreveu como folk rock, também descrito assim por Jame em outras palavras: Sarah citou vocais inspirados no enka e elogiou a melodia do violão.

## Desempenho comercial
"Mitsuyubi" foi o primeiro single da banda a alcançar o top 5 da Oricon Singles Chart geral e ficou na parada por 6 semanas. Na parada de bandas independentes da Oricon, ficou em primeiro lugar. Já na parada de singles japoneses de rock e pop da Tower Records, ficou em terceiro lugar.
Vendeu 23,697 cópias enquanto esteve na Oricon. É o 20° single mais vendido da banda.

## Faixas
Todas as letras escritas por Mao. 
| N.º            | Título                           | Duração |  |
| 1.             | "Mitsuyubi" (蜜指〜ミツユビ〜)   | 3:23    |  |
| 2.             | "Chiisana Shiawase" (小さな幸せ) | 3:58    |  |
| Duração total: | Duração total:                   | 7:21    |  |

## Ficha técnica
- Mao – vocal
- Shinji – guitarra
- Aki – baixo
- Yūya – bateria